# Linda Pétursdóttir
Linda Pétursdóttir (Vopnafjörður, 27 dicembre 1969) è una modella islandese, vincitrice del concorso di bellezza Miss Mondo 1988.

## Biografia
Ex Miss Islanda 1988 (incoronata il 23 maggio), Linda Petursdottir vinse la trentottesima edizione di Miss Mondo il 17 novembre 1988 presso la Royal Albert Hall di Londra all'età di diciannove anni, ricevendo la corona dalla Miss Mondo uscente, l'austriaca Ulla Weigerstorfer. È stata la seconda Miss Mondo islandese, dopo Hólmfríður Karlsdóttir nel 1985.
Dopo l'anno di regno ed un periodo vissuto a Vancouver in Canada, la Petursdottir è ritornata nella sua nativa Islanda per far nascere la sua prima figlia Isabella, il cui padre non è stato pubblicamente rivelato. Per vent'anni ha gestito la stazione termale per sole donne denominata Baðhúsið, da lei fondata e chiusa nel 2014.